# نهائي كأس أوكرانيا 1998
نهائي كأس أوكرانيا 1998 هي المباراة النهائية من منافسة كأس أوكرانيا 1997–98، أقيمت المباراة في 31 مايو 1998، في مجمع أولمبيسكي الوطني الرياضي، بين فريقي دينامو كييف، وأرسنال كييف، وفاز فيها دينامو كييف، بعد أن هزم أرسنال كييف، بنتيجة 2 - 1، وحضر المباراة 43500 شخصاً.

## تفاصيل المباراة
لعبت المباراة النهائية في 31 مايو 1998.
| دينامو كييف | 2 -1 | أرسنال كييف |
| ----------- | ---- | ----------- |
|             |      |             |